# Stasys-Šalkauskis-Kolleg
Das Stasys-Šalkauskis-Kolleg (lit. Stasio Šalkauskio kolegija) war von 1990 bis 2009 eine staatliche Hochschule in der zweitgrößten litauischen Stadt Kaunas.

## Geschichte
Ab 1990 gab es Caritas-Katechetenkurse am Priesterseminar Kaunas und ab 1993 die Katechetschule am Priesterseminar. 1998 wurde sie zur höheren Schule (Lietuvos katechetikos centro Aukštesnioji katechetų mokykla).
1999 gründeten Lietuvos katechetikos centras und das Bildungsministerium Litauens Kauno aukštesnioji katechetų mokykla. 2003 wurde sie von der Regierung Litauens zu Religijos studijų kolegija.
2007 wurde der Name des Philosophen Stasys Šalkauskis zugeteilt.
2009 reorganisierte die litauische Regierung das Kollegium und es wurde Teil der Vytautas-Magnus-Universität Kaunas.

## Leitung
Direktoren
- 1990–1998: Vytautas Steponas Vaičiūnas OFS (* 1944)
- 1998–2009: Arvydas Kasčiukaitis (* 1964)

Stellvertreter
- Laimutė Truskauskaitė
- Vidmantas Balčaitis